# Haifisch
Haifisch – trzeci singiel promujący album Liebe ist für alle da niemieckiego zespołu Rammstein.

## Spis utworów
1. Haifisch (Single Edit)
2. Haifisch (Highswing Remix by Olsen Involtini)
3. Haifisch (Hurts Remix)
4. Haifisch (Schwefelgelb Remix)

## Teledysk
Ilustrujący utwór teledysk w reżyserii Jörna Heitmanna miał premierę 23 kwietnia 2010 roku. Teledysk jest kontynuacją wideoklipów: Du hast, Ohne dich, Keine Lust, Sonne i Amerika. Przedstawia on pogrzeb wokalisty - Tilla Lindemanna, na którym zjawiają się członkowie zespołu oraz inni ludzie. Podczas gdy goście stoją w zadumie nad trumną wokalisty, pozostali członkowie zespołu szukają nowego wokalisty typując Jamesa Hetfielda z Metalliki. Dalsze sceny pokazują drogę na cmentarz i stypę, podczas stypy członkowie zastanawiają się kto mógł być zabójcą i obarczają siebie nawzajem. Pomiędzy Paulem a Richardem dochodzi do bójki, która w konsekwencji obejmuje wszystkich gości. Wskutek owej bójki do świeżo wykopanego grobu wpada Flake rozbijając wieko trumny, która okazuje się pusta. Ostatnia scena przedstawia Tilla w towarzystwie pięknych dziewczyn na plaży wysyłającego kolegom z zespołu pocztówkę z tytułowym rekinem z napisem "Pozdrowienia z zadupia".
Podczas koncertów, członek zespołu "płynie" pontonem wśród publiczności.

## Geneza tekstu
Tekst piosenki stanowi typową dla zespołu otwartą, ironiczną aluzję literacką — w tym wypadku do songu Bertolda Brechta "Die Moritat von Mackie Messer" z "Opery za trzy grosze". Podczas gdy w tekście Brechta "rekin zęby ma na wierzchu, a tych zębów pełen pysk", w tekście Lindemanna rekin ma z uwagi na swą samotność w głębinie "łzy, co mu płyną po pysku", czego skutkiem ma być zasolenie mórz.